# (977) Philippa
(977) Philippa és un asteroide del cinturó principal descobert per l'astrònom Benjamin Jekhowsky en 1922 des de l'Observatori de Bouzaréah, Algèria.
Deu el nom a l'empresari Philipp von Rothschild.
S'estima que té un diàmetre de 65,67 ± 5,3 km. La seva distància mínima d'intersecció de l'òrbita terrestre és de 2,08162 ua.
Les observacions fotomètriques recollides d'aquest asteroide mostren un període de rotació de 15,40 hores, amb una variació de lluentor de 9,67 de magnitud absoluta.